# Discoderus pinguis
Discoderus pinguis är en skalbaggsart som beskrevs av Thomas Casey. Discoderus pinguis ingår i släktet Discoderus och familjen jordlöpare. Inga underarter finns listade i Catalogue of Life.